# جنجران والی
جنجران والی (به انگلیسی: Jenjeranwali) یک شهر در پاکستان است که در ناحیه بهاولنگر واقع شده‌است.